# حسینیه پنجاهه
حسینیه پنجاهه مربوط به اوایل دوره قاجار است و در نائین، محله پنجاهه واقع شده و این اثر در تاریخ ۲۵ اسفند ۱۳۸۰ با شمارهٔ ثبت ۵۴۴۱ به‌عنوان یکی از آثار ملی ایران به ثبت رسیده است.